# Beyond Vanilla
Beyond Vanilla ist ein Dokumentarfilm des schwedischen Regisseurs Claes Lilja aus dem Jahr 2001. Die Produktion dokumentiert sexuelle Realitäten jenseits des Vanillasex.

## Inhalt
Der Film basiert auf Interviews mit über 60 Gesprächspartnern, die unterschiedlichsten sexuellen Verhaltensweisen und Lebensentwürfen folgen. Lilja interviewt so unterschiedliche Gesprächspartner wie Pornostars, Ärzte, Verleger und Prostituierte. Neben Heteros, Schwulen, Lesben und Bisexuellen kommen Tops, Bottoms, Dominas, Transgender und verschiedene bekannte Aktivisten zu Wort. Die Produktion beschreibt weiterhin unterschiedliche Praktiken wie Bondage, Fisting, Spanking, Urophilie und viele andere.